# 清理階級隊伍

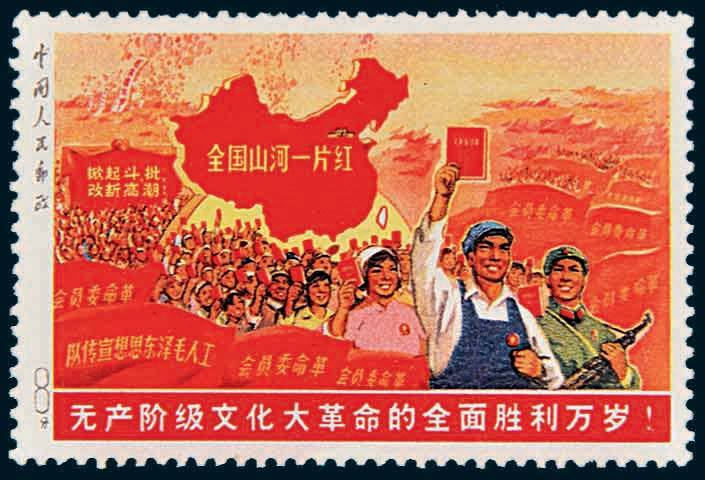
印有革委会和工宣队以及“斗、批、改”的文革邮票（1968年10月）

清理階級隊伍，简称清队，是中華人民共和國文化大革命時期，主要于1968年-1969年间开展的一场大规模政治運動。清队运动过程中，各地采用军管会和进驻工宣队的方式，清查“叛徒、特务、死不改悔的走资派、反革命分子、没有改造好的地、富、反、坏、右分子”等等。文革早期的不少造反派成员开始遭到政治清算，科学家和知识分子群体亦受到严重冲击，其中具有海外留学背景的科研人员被打成“间谍”或“特务”是普遍现象。中共官方後來承認清队运动制造了不少冤假錯案，数以百万计。有學者估計该运动中約三千萬人被批鬥迫害，死亡人數超50萬，是文革死人最多的一個时期。

## 运动历史
1967年11月27日，江青在北京工人座談會上說：“在整黨建黨的過程中，在整個無產階級文化大革命的過程中，都要逐漸地清理階級隊伍。” 1968年5月13日，姚文元把《北京新华印刷厂军管会发动群众开展对敌斗争的经验》文件呈交毛泽东，并在上交报告中写道：“此件总结了清理队伍中的一些政策性问题。” 5月19日，毛泽东在此件上作出批示：“文元同志：建议此件批发全国。在我看过的同类材料中，此件是写得最好的。” 于是，1968年5月25日，中共中央、中央文革小组发出《转发毛主席关于〈北京新华印刷厂军管会发动群众开展对敌斗争的经验〉的批示的通知》，清队运动在全国范围内展开。
军管会、工宣队、军宣队等参与并领导了各地的清队运动，其中毛泽东进行清队运动依靠的核心力量是军队。许多文革初期活跃的造反派领袖和成员开始遭到清算整肃，从批斗他人到被他人批斗，有些成员甚至遭到长期监禁。此外，知识分子、科研人员、文艺工作者等也都是重点被整肃的对象。还出现了如赵健民云南特务案等重大冤假错案。有学者认为，清理阶级队伍是文革开始以来政治运动的又一个高峰期，是冤假错案最多的时期，也是文革中死人最多的时期。中共官方后来承认運動制造了不少冤假錯案，数以百万计，加上他們的親屬和有各種社會聯系的人，全國被株連的人上亿。至1970年初，新一轮的大规模政治清洗“一打三反运动”、“清查五一六”发动，又制造了大量冤假錯案。

### 整肃案例
清队运动期间，中国大陆科研教学机构遭到波及，其中“海归”人员被打成“间谍”或“特务”是普遍现象。1968年7月3日，中国科学院革命委员会宣布全面开展清理阶级队伍工作，许多知识分子和干部被立案审查，遭到非法监禁、残酷折磨、刑讯逼供。依据中科院官方文献记载：
当时，科学院京区职工总数9279人，被群众专政和隔离审查的881人，占9.5%；其中被定敌我性质的102人，占京区总人数的1.1%，为受审查人数的11.5%。到1968年底，京区7名院级干部都成为“打倒对象”；71名厅局级干部和192名处级干部中，分别有59名（83%）和99名（52%）被列为“打倒”或“重点审查”对象；副研究员以上高级研究人员180名中，被立案审查的107名（59%），其中83人工资被扣，每人每月仅发给相当于原工资6%的生活费。“文革”十年，科学院全院被抄家的达1909户，被迫害致死的229人。
与此同时，中国科学院上海分院各研究所在清队过程中有600多人被诬为特务，其中200多人被隔离审查，2人被打死，10人打成残废，4人自杀。清华大学在清队中六千名教职员工中五分之一被审查，178人被定为“敌我矛盾”、12人自杀；湖南大学在清队中被迫害自杀死亡18人、长期挨斗折磨致死的6人；华东师范大学800多学生被定为敌我矛盾、60多人自杀；兰州大学被立案审查的达450人、23人被迫害致死。

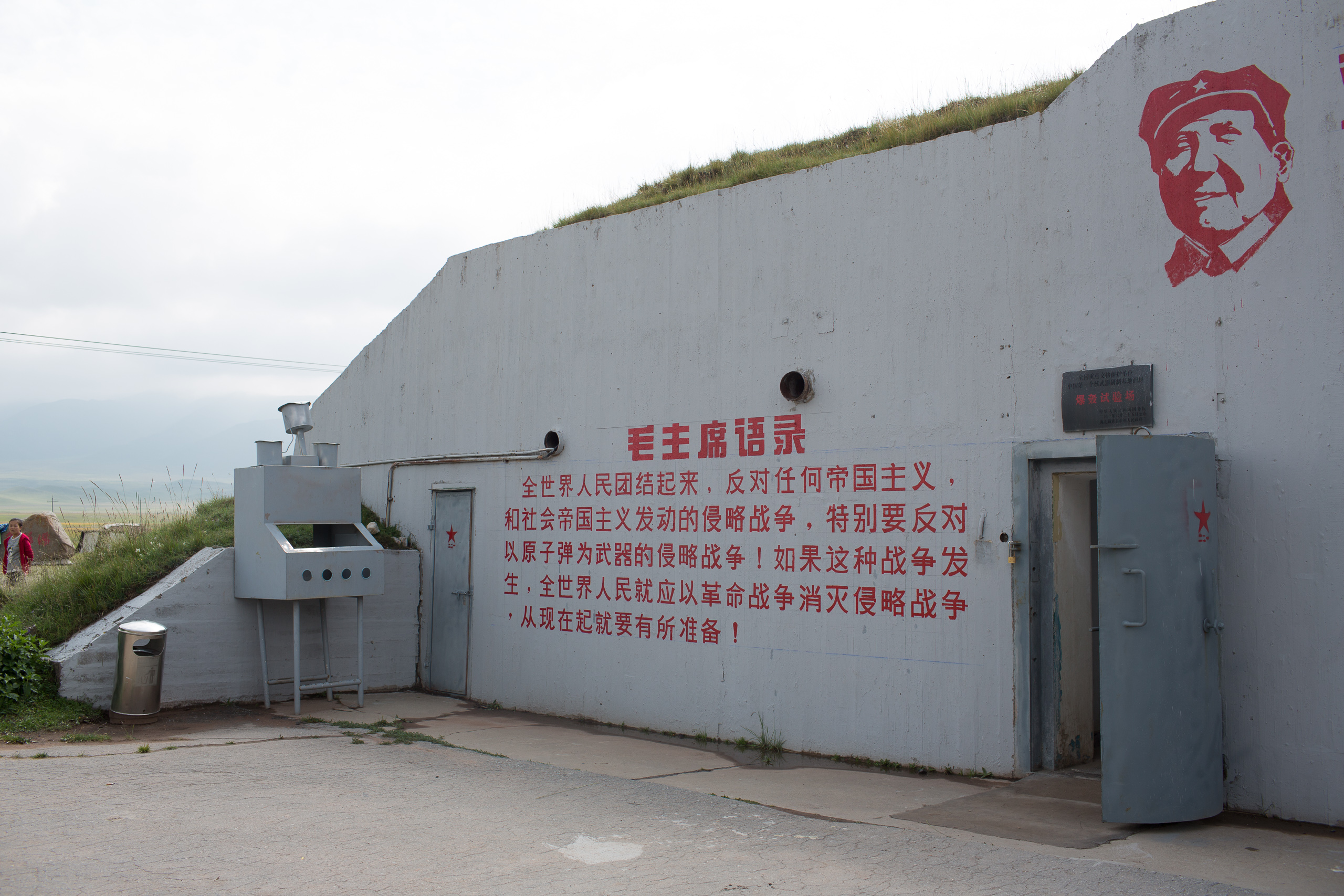
青海221核基地墙上印刷的《毛主席语录》

1969年中苏两国处于核战争边缘，作为“两弹一星”核心基地的青海“221”核武器研究基地于1969年11月被军管，不久周恩来指派海军副司令、国防科委副主任赵启民以及公安部领导成员、原空军副军长赵登程前往清队。据统计，军管组对3200余人核弹基地的科学家、干部和普通人进行整肃，大搞刑讯逼供，一些核基地内的工作人员被认为是苏联的“特务”，导致108人自杀、致伤致残400余人，其中包括大量科学家，1970年运动高潮之际甚至“当众枪杀5人，其中三名科技人员”。另有统计，在青海核基地内，截止1971年9月有四千多名职工受到迫害和审查、310多人伤残、40多名职工自尽、5人遭到枪决。

## 死亡人数
學者丁抒估計，清队运动中有約三千萬人遭到批鬥迫害，死亡人數超50萬。依据美国斯坦福大学教授安德鲁·G·魏昂德和加州大学欧文分校教授苏阳于2003年发表的学术论文中所引用数据，广东省农村地区在清队运动中有超3万人死亡，上海市1968年有超过5000人在运动中死亡。另据杨继绳《天地翻覆》一书的记载，至1968年底，安徽省在清队过程中清理出“坏人”超43万，在刑讯逼供中采用了几十种酷刑，被县以上专政机关关押188,225人，其中4,646人在关押期间被逼自杀、被打死1,433人。赵健民云南特务案导致云南省全省138万7千余人受到牵连，1万7千余人死亡，当时云南省的总人口为2300万人，受迫害的人数占全省总人口约百分之六。
在受到衝擊的兩千多個縣當中，平均下來一個縣有一百人左右因該活動而死亡。而有的縣超過二百人死亡，譬如江西瑞金大屠杀导致江西省瑞金县300余人死亡、兴国县270余人死亡、于都县500余人死亡。再如上海川沙縣有5,063人在這個活動中被揪鬥，其中236人死亡；寶山縣就有1,702人被揪鬥，其中有334人死亡。在人口特別少的縣，如中蘇邊境的黑龙江省爱辉县，有1,500多人因該活動而被關押，其中有65人死亡，屬於較低比例。而吉林省延吉縣相關的「深挖」活動中，樺田生產隊被波及的110戶人家，就有41人被揪鬥致死致傷。

## 延申阅读
- 于峰华. . 《炎黄春秋》. No. 第2期. 2008年. （原始内容存档于2020-11-25）.